# Божена
Божена, інколи Божана (Польська вимова: [bɔˈʐɛna]) — жіноче слов'янське ім'я. Польське жіноче особове ім'я, що первісно існувало як Bożana та Bożechna. Походить від слова "Bóg" "бог" Означає «божа», «благословенна» або «богом обдарована».
Це жіноче ім'я поширене в Польщі, Чехії, Словаччині, Словенії, Литві.